# 全日本選抜ボウリング選手権大会
全日本選抜ボウリング選手権大会（ぜんにほんせんばつボウリングせんしゅけんたいかい）は毎年5月に開催されるアマチュアボウリング大会である。

## 概要
国内アマチュアボウラーにとって最高峰の大会として位置づけられている。
主催はJAPAN BOWLING（旧全日本ボウリング協会）、第23回より後援は日本放送協会（NHK）。NHK杯でもあるため、TV決勝はNHK Eテレで生中継される。後日、BSで準決勝シュートアウトも併せて放送される。かつては国分寺市の国分寺パークレーンで開催されていたが、国分寺駅周辺の再開発のため2008年をもって同所での開催を終了、2009年はBIG BOX東大和（現東大和グランドボウル）、2010年から2015年まではJFE千葉リバーレーンで開催されていた。しかし千葉リバーレーンも15年9月末で閉店したため、2016年以降は埼玉県の新狭山グランドボウルで開催。
2020年は新型コロナウイルスの影響で中止となった。
第1回から第22回まではトータルピン、第23回から第46回までは予選・準決勝・ラウンドロビン・上位3位のステップラダー、第47回以降は予選・準々決勝・準決勝の総得点の上位4名による1ゲームマッチエリミネーター方式(シュートアウト)、さらに上位2名で1ゲームマッチを行い選手権者を決定している。　

## 歴代優勝者
| 年     | 回 | 会場                                                     | 男子       | 女子               |
| ------ | -- | -------------------------------------------------------- | ---------- | ------------------ |
| 1967年 | 1  | 東京・中野サニーレーン                                   | 山中準二   | 須田開代子         |
| 1967年 | 2  | 兵庫・尼崎ボウリングセンター・東京・芝ボーリングセンター | 林一夫     | 須田開代子         |
| 1969年 | 3  | 福岡・小倉ボール                                         | 石渡福造   | 藤井啓子           |
| 1970年 | 4  | 神奈川・相鉄横浜ボウル                                   | 保倉義孝   | 村口喜久子         |
| 1971年 | 5  | 大阪・新大阪ボウリングセンター                           | 大橋裕史   | リミー・ベネビデス |
| 1972年 | 6  | 埼玉・大宮ハタボウリングセンター                         | 馬場幸雄   | 川上早苗           |
| 1973年 | 7  | 沖縄・沖縄国際ボウル                                     | 四釜邦雄   | 東山昌子           |
| 1974年 | 8  | 京都・しょうざんボウル                                   | 小林正夫   | 笹本邦子           |
| 1975年 | 9  | 愛媛・三津シーサイドボウル                               | 松原美智雄 | 工藤智美           |
| 1976年 | 10 | 兵庫・日公みさきボウル                                   | 高橋俊博   | 大角教子           |
| 1977年 | 11 | 静岡・富士アストロボウル                                 | 伊丹一     | 坂丸良子           |
| 1978年 | 12 | 岡山・水島国際ボウリング会館                             | 原敏志     | 青木直子           |
| 1979年 | 13 | 宮崎・宮崎エースレーン                                   | 甲斐幸展   | 小池和美           |
| 1980年 | 14 | 群馬・ボウルジャンボ前橋                                 | 三田政幸   | 山口京子           |
| 1981年 | 15 | 滋賀：大津ボウル                                         | 高橋恒夫   | 山口京子           |
| 1982年 | 16 | 広島・ヒロシマアリーナ                                   | 松原美智雄 | 村上智美           |
| 1983年 | 17 | 群馬・ボウルジャンボ前橋                                 | 志野誠治   | 藤崎幸子           |
| 1984年 | 18 | 奈良・田原本タイガーボウル                               | 渡嘉敷献   | 小池和美           |
| 1985年 | 19 | 神奈川・磯子ミリオンボウル                               | 竪本幸作   | 小池和美           |
| 1986年 | 20 | 高知・とでんボウル                                       | 石原寛     | 河上光子           |
| 1987年 | 21 | 宮城・多賀城スターレーン                                 | 佐野広道   | 足達里子           |
| 1988年 | 22 | 岡山・岡山フェアーレーン                                 | 石橋孝     | 五輪節子           |
| 1989年 | 23 | 東京・国分寺パークレーン                                 | 丸田辰男   | 浅井敦子           |
| 1990年 | 24 | 東京・国分寺パークレーン                                 | 橋本一利   | 畑中知子           |
| 1991年 | 25 | 東京・国分寺パークレーン                                 | 竪本幸作   | 岩堀喜代子         |
| 1992年 | 26 | 東京・国分寺パークレーン                                 | 松原美智雄 | 柴田知美           |
| 1993年 | 27 | 東京・国分寺パークレーン                                 | 土井貢     | 畑中知子           |
| 1994年 | 28 | 東京・国分寺パークレーン                                 | 濱田修     | 関根直子           |
| 1995年 | 29 | 東京・国分寺パークレーン                                 | 小田原幸広 | 稲津久美子         |
| 1996年 | 30 | 東京・国分寺パークレーン                                 | 竪本幸作   | 吉田真由美         |
| 1997年 | 31 | 東京・国分寺パークレーン                                 | 田形研吾   | 木田成映           |
| 1998年 | 32 | 東京・国分寺パークレーン                                 | 吉川浩     | 清水弘子           |
| 1999年 | 33 | 東京・国分寺パークレーン                                 | 森本浩史   | 板倉奈智美         |
| 2000年 | 34 | 東京・国分寺パークレーン                                 | 石橋孝     | 板倉奈智美         |
| 2001年 | 35 | 東京・国分寺パークレーン                                 | 上手吉広   | 櫻井朋子           |
| 2002年 | 36 | 東京・国分寺パークレーン                                 | 日比正裕   | 片井文乃           |
| 2003年 | 37 | 東京・国分寺パークレーン                                 | 西田一善   | 木村真理           |
| 2004年 | 38 | 東京・国分寺パークレーン                                 | 木村修     | 西村孝美           |
| 2005年 | 39 | 東京・国分寺パークレーン                                 | 伊藤丈     | 松田悠             |
| 2006年 | 40 | 東京・国分寺パークレーン                                 | 佐々木智之 | 松田悠             |
| 2007年 | 41 | 東京・国分寺パークレーン                                 | 川添奨太   | 河原麻由           |
| 2008年 | 42 | 東京・国分寺パークレーン                                 | 吉田大祐   | 片井文乃           |
| 2009年 | 43 | 東京・BIG BOX 東大和                                     | 石川和樹   | 片井文乃           |
| 2010年 | 44 | 千葉・JFE千葉リバーレーン                                | 安里秀策   | 向谷美咲           |
| 2011年 | 45 | 千葉・JFE千葉リバーレーン                                | 越後拓真   | 竹川ひかる         |
| 2012年 | 46 | 千葉・JFE千葉リバーレーン                                | 佐々木智之 | 若田彩実           |
| 2013年 | 47 | 千葉・JFE千葉リバーレーン                                | 高橋俊彦   | 佐藤悠里           |
| 2014年 | 48 | 千葉・JFE千葉リバーレーン                                | 手島大地   | 向谷美咲           |
| 2015年 | 49 | 千葉・JFE千葉リバーレーン                                | 日比正裕   | 向谷美咲           |
| 2016年 | 50 | 埼玉・新狭山グランドボウル                               | 佐々木智之 | 石本美来           |
| 2017年 | 51 | 埼玉・新狭山グランドボウル                               | 斉藤祐太   | 武部公英           |
| 2018年 | 52 | 埼玉・新狭山グランドボウル                               | 佐々木智之 | 菅野沙織           |
| 2019年 | 53 | 埼玉・新狭山グランドボウル                               | 安里秀策   | 梶田ひかる         |
| 2021年 | 54 | 埼玉・新狭山グランドボウル                               | 宮澤拓哉   | 石本美来           |
| 2022年 | 55 | 埼玉・新狭山グランドボウル                               | 藤永北斗   | 伊勢川華愛         |
| 2023年 | 56 | 埼玉・新狭山グランドボウル                               | 座波政斗   | 太琳華             |
| 2024年 | 57 | 埼玉・新狭山グランドボウル                               | 須田風海音 | 佐藤悠里           |
| 2025年 | 58 | 埼玉・新狭山グランドボウル                               | 高林和志   | 工藤由佳           |

## 都道府県別優勝回数
| 男子     | 男子 | 女子     | 女子 |
| -------- | ---- | -------- | ---- |
| 大阪     | 6    | 神奈川   | 9    |
| 愛知     | 5    | 京都     | 6    |
| 学生連合 | 4    | 静岡     | 5    |
| 群馬     | 5    | 北海道   | 5    |
| 広島     | 4    | 学生連合 | 4    |
| 神奈川   | 5    | 千葉     | 4    |
| 京都     | 3    | 福岡     | 3    |
| 福岡     | 3    | 兵庫     | 2    |
| 岡山     | 3    | 和歌山   | 3    |
| 千葉     | 2    | 大阪     | 2    |
| 静岡     | 2    | 岡山     | 1    |
| 岐阜     | 2    | 埼玉     | 1    |
| 東京     | 1    | 高知     | 1    |
| 宮崎     | 1    | 長崎     | 1    |
| 三重     | 1    | 三重     | 2    |
| 兵庫     | 1    | 徳島     | 1    |
| 和歌山   | 2    | 東京     | 1    |
| 徳島     | 1    | 宮城     | 1    |
| 福島     | 1    | 岐阜     | 1    |
| 山梨     | 1    | 広島     | 2    |
| 長崎     | 1    |          |      |
| 熊本     | 1    |          |      |

## パーフェクトゲーム達成者
- 中田明(福島)　(第25回)
- 武本真明(大阪)　(第32回)
- 上手吉広(学生連合)　(第32回)
- 石橋孝(岡山)　(第32回)
- 森一夫(岡山)　(第32回)
- 斉藤茂雄(愛知)　(第33回)
- 森本浩史(愛知)　(第32回)
- 児島都史(岡山)　(第34回)
- 森本浩史(奈良)　(第36回)
- 川田光一(神奈川)　(第37回)
- 木村真理(徳島)　(第37回)
- 阿部ことえ(宮城)　(第37回)
- 伊藤丈(福島)　(第39回)
- 木村治由(学生連合)　(第39回)
- 鈴木亮平(学生連合)　(第40回)
- 松田悠(北海道)　(第40回)
- 田村浩也(愛知)　(第41回)
- 田中  亨(愛知)　(第42回)
- 吉村直人(岐阜)　(第42回)
- 佐々木智之(神奈川)　(第43回)
- 福田尊仁(群馬)　(第44回)
- 杉本義文(埼玉)　(第44回)
- 伊藤丈(福島)　(第44回)
- 山本晏生(愛媛)　(第44回)
- 伊藤兄己(学生連合)　(第44回)
- 竹川ひかる(岐阜)　(第46回)
- 高橋俊彦(岐阜)　(第47回)
- 中嶋紀彦(長野)　(第47回)
- 政時由尚(長崎)　(第47回)
- 髙木裕太(三重)　(第48回)
- 森岩雄(静岡)　(第48回)
- 佐藤貴啓(学生連合)　(第48回)
- 和田翔吾(和歌山)　(第48回)
- 中野勝仁(福岡)　(第49回）
- 原口優馬(長崎)　(第49回)
- 新畑雄飛(東京)　(第49回)
- 髙平沙也斗(愛知)　(第50回)
- 和田翔吾(和歌山)　(第51回)
- 村上太一(静岡)　(第51回)
- 伊勢川華愛(和歌山)　(第53回)
- 守屋雄斗(大阪)　(第55回)